# Aleš Čeh
Aleš Čeh (Maribor, República Federativa Socialista de Yugoslavia, 7 de abril de 1968) es un exfutbolista esloveno, que se desempeñó como mediocampista y que militó en diversos clubes de Eslovenia y Austria.

## Clubes
| Club               | País      | Año         |
| ------------------ | --------- | ----------- |
| Olimpija Ljubljana | Eslovenia | 1988 - 1993 |
| Grazer AK          | Austria   | 1993 - 2003 |
| Maribor            | Eslovenia | 2003 - 2004 |
| LASK Linz          | Austria   | 2005 - 2006 |
| Olimpija Ljubljana | Eslovenia | 2006 - 2009 |

## Selección nacional
Ha sido internacional con la selección de fútbol de Eslovenia, donde jugó en 74 ocasiones y anotó solo 1 gol en el seleccionado esloveno adulto. Asimismo, Aleš Čeh participó junto a su selección en una Copa del Mundo y fue en la edición de Corea del Sur y Japón 2002, cuando su selección quedó eliminada en la primera fase, siendo último en su grupo (que compartió con España, Paraguay y Sudáfrica). También participó en la Eurocopa de Holanda y Bélgica 2000, cuando su selección quedó eliminada en la primera fase, siendo último en su grupo (que compartió con España, Yugoslavia y Noruega).